# Guatteria jefensis
Guatteria jefensis är en kirimojaväxtart som beskrevs av Barringer. Guatteria jefensis ingår i släktet Guatteria och familjen kirimojaväxter. IUCN kategoriserar arten globalt som starkt hotad. Inga underarter finns listade i Catalogue of Life.